# 第三舞台
第三舞台（だいさんぶたい）は、株式会社サードステージが運営する、鴻上尚史主宰の劇団。小劇場運動第3世代の代表的な劇団の一つ。1981年5月旗揚げ。2001年より10年間の活動封印を経て2011年に復活。2012年1月15日の『深呼吸する惑星』福岡公演を最後に解散。
主な上演作品は『朝日のような夕日をつれて』、『天使は瞳を閉じて』など多数。

## 来歴
1981年、早稲田大学演劇研究会の中の劇団（アンサンブル）として結成された。
当時の劇団員は主宰の鴻上のほか、岩谷真哉、大高洋夫、名越寿昭ら男性俳優の5人。鴻上の作・演出により、当時流行の玩具ルービックキューブを題材にとり、サミュエル・ベケットの『ゴドーを待ちながら』を下敷きにした戯曲『朝日のような夕日をつれて』を大隈講堂裏の劇研のテントで上演し、旗揚げした。
同年10月、新入部員であった小須田康人、長野里美らを新たな劇団員として迎え、核シェルターを舞台にゴーリキーの『どん底』を下敷きにした第二戯曲『宇宙で眠るための方法について』を同テントで上演。1982年5月、続く第三戯曲『プラスチックの白夜に踊れば』で同テントを初めて大隈講堂前広場に設営して上演する。これら三戯曲の間には筋の連続や登場人物のつながりはないが、そこには世界の終わりというゆるい主題の連関があり、鴻上はこれを「核戦争三部作」と呼んだ。
1983年2月、池袋の劇場シアターグリーンの主催するシアターグリーンフェスティバルで『朝日のような夕日をつれて』を上演。これが最初の劇場公演となった。同年10月『デジャ・ヴュ』を大隈講堂裏特設テントで上演。初めてマスコミで取り上げられる。
1984年2月、ザ・スズナリで『宇宙で眠るための方法について』を再演。第三舞台は次第に演劇界の注目を集めるようになっていき、鴻上の戯曲集も弓立社から刊行された。
その時々の風俗を取り入れた軽妙な台詞のやり取り、流行の音楽を多用しダンスを取り入れた舞台進行、速い場面の移り変わりは1980年代初頭の観客に熱狂的に迎えられた。一方、作品全体を覆う虚無感と閉塞感により「明るい虚無」といわれる。順調に人気を伸ばしながらも大高が就職により一時舞台を離れたり（『リレイヤー』での解散した劇団という設定は、この時の状況を反映）、岩谷のバイク事故死などの困難を経るが、1984年、ザ・スズナリでの『モダン・ホラー』を最後に、早稲田大学演劇研究会を離れ、プロ化へ乗り出す。
1985年1月、紀伊國屋ホールに初進出の前に、鴻上の幼馴染である細川展裕を制作に迎え、『朝日のような夕日をつれて '85』を上演。同年10月、ザ・スズナリで新作『もうひとつの地球にある水平線のあるピアノ』を上演するが、その観客動員の多さに、最早ザ・スズナリ規模での公演は不可能であると確信した、と鴻上が著書等で述べている。
1986年2月に『デジャ・ヴュ』を『デジャ・ヴュ'86』として再演、東京・紀伊國屋ホールと大阪・近鉄小劇場で公演を敢行。第三舞台にとって初めての大阪公演であった。同年12月には、サンシャイン劇場で新作『ハッシャ・バイ』を上演。1ヶ月の公演で延べ2万人の観客を集め、夢の遊眠社を抜き、小劇場動員ナンバー1を記録する（その動員記録は翌年、夢の遊眠社の『明るい冒険』で再び抜かれる）。
このころから鴻上は毎回岸田國士戯曲賞の候補となるが、その軽いとも揶揄される作風が審査員にやや不評を買い「万年岸田賞候補作家」と自称するようになる。一方、劇団主宰者としての鴻上は「演劇で食っていける劇団」を標榜し劇団員のテレビなどの出演にも積極的に取り組み、岩谷の後を埋めた筧利夫、勝村政信らが人気を博すようになっていく。名越は本職である教師に専念のため『ハッシャ・バイ』を最後に退団。その頃、既に第三舞台を退団していた池田成志が度々客演する。
1980年代末になると、鴻上以外の演出家の公演にも劇団員は参加するようになる。その間も第三舞台は順調に人気を伸ばし、人気劇団としての地位をゆるぎないものにしていった。1991年にはエディンバラ・フェスティバルに参加。『The Angels With Closed Eyes（天使は瞳を閉じて インターナショナル・ヴァージョン）』をイギリス3都市で上演した。第29回ゴールデン・アロー賞演劇賞受賞。
鴻上は1994年に『スナフキンの手紙』（スナフキンは鴻上が上演時に配る手書きコピーの「ごあいさつ」でたびたびモチーフにする、『ムーミン』の登場人物である放浪の詩人）で初めて第39回岸田國士戯曲賞を受賞。しかし、この頃から劇団員の外部活動が本格化し劇団としての公演スケジュールを確保するのが困難になった上、長野や鴻上自身のイギリス留学なども重なり、公演回数は減少していった。
2001年に第三舞台20周年記念公演として『ファントム・ペイン』を上演。同公演を封印公演として10年間の休眠に入った。
2011年1月28日、第三舞台復活ホームページが開設、鴻上より10年間の封印の解除を表明。半年後の同年7月21日、鴻上が第三舞台の解散を発表。そして2012年1月15日『深呼吸する惑星』福岡公演を以て31年の劇団の歴史にピリオドを打った。

## 所属俳優・所属していた俳優
現在の劇団員は正式に公表されていない。早い段階（1990年代後半）から劇団員の多くが第三者のプロダクションに所属しており、また2006年9月には当時のサードステージ・マネージメント部が独立したため、株式会社サードステージに所属する劇団員はゼロとなった。2009年、株式会社サードステージにマネージメント部が復活し数名の俳優が所属していたが、いずれも鴻上が2008年に旗揚げした『虚構の劇団』の劇団員である。
主な劇団員経験者は以下の通りである。
- 岩谷真哉
- 大高洋夫
- 名越寿昭
- 小須田康人
- 長野里美
- 筧利夫
- 勝村政信
- 池田成志
- 山下裕子
- 筒井真理子
- 京晋佑
- 藤谷美樹（現・藤谷みき）
- 伊藤正宏（現・構成作家。料理の鉄人、クイズ$ミリオネア等）
- 利根川祐子（現〈2002年当時〉・エアロビクスのインストラクター）
- 安田雅弘 （現・劇団山の手事情社 主宰・演出家）
- 戸田山雅司（現・脚本家）

## 公演歴
※第三舞台公演のみ。サードステージプロデュースは除く
| 上演年月   | 作品名                                                                            | 上演場所                         | 備考・出典 |
| ---------- | --------------------------------------------------------------------------------- | -------------------------------- | --- |
| 1981年5月  | 朝日のような夕日をつれて                                                          | 早稲田大学 大隈講堂裏特設テント  | [ 14 ] [ 1 ] [ 15 ]                                                                                               |
| 1981年10月 | 宇宙で眠るための方法について                                                      | 早稲田大学 大隈講堂裏特設テント  | [ 16 ] [ 17 ] |
| 1982年5月  | プラスチックの白夜に踊れば                                                        | 早稲田大学 大隈講堂前特設テント  | 大学無許可の大隈講堂前公演                                                                                        |
| 1982年10月 | 電気羊はカーニバルの口笛を吹く                                                    | 早稲田大学 大隈講堂裏特設テント  | [ 20 ] [ 21 ] |
| 1983年2月  | 朝日のような夕日をつれて'83                                                       | シアターグリーン                 | [ 1 ] [ 8 ] |
| 1983年6月  | リレイヤー                                                                        | 早稲田大学 大隈講堂裏特設テント  | [ 22 ] [ 3 ] |
| 1983年10月 | デジャ・ヴュ                                                                      | 早稲田大学 大隈講堂裏特設テント  | [ 2 ] [ 3 ] |
| 1984年2月  | 宇宙で眠るための方法について                                                      | ザ・スズナリ                     | [ 23 ] |
| 1984年2月  | 宇宙で眠るための方法について                                                      | 高田馬場東芸劇場                 | [ 23 ] |
| 1984年5月  | プラスチックの白夜に踊れば                                                        | 早稲田大学 大隈講堂裏特設テント  | 岩谷真哉死去の為、公演中止                                                                                        |
| 1984年9月  | モダン・ホラー                                                                    | ザ・スズナリ                     | [ 24 ] |
| 1985年2月  | 朝日のような夕日をつれて'85                                                       | 紀伊國屋ホール                   | [ 25 ] [ 8 ] |
| 1985年3月  | 春にして君とわかれ                                                                | 東芸劇場                         | 若手番外公演 |
| 1985年6月  | リレイヤー                                                                        | 本多劇場                         | [ 26 ] |
| 1985年7月  | 朝日のような夕日をつれて'85                                                       | 紀伊國屋ホール                   | [ 8 ] |
| 1985年10月 | もうひとつの地球にある水平線のあるピアノ                                          | ザ・スズナリ                     | [ 27 ] |
| 1986年2月  | デジャ・ヴ'86                                                                     | 紀伊國屋ホール                   | 初の大阪公演 |
| 1986年2月  | デジャ・ヴ'86                                                                     | 近鉄小劇場                       | 初の大阪公演 |
| 1986年6月  | スワンソングが聴こえる場所                                                        | 本多劇場                         | [ 31 ] [ 32 ] |
| 1986年12月 | ハッシャ・バイ                                                                    | サンシャイン劇場                 | [ 33 ] [ 注釈 1 ]                                                                                                 |
| 1986年12月 | ハッシャ・バイ                                                                    | サンシャイン劇場                 | 第31回岸田國士戯曲賞候補                                                                                          |
| 1987年7月  | 朝日のような夕日をつれて'87                                                       | 紀伊國屋ホール                   | 初の名古屋・札幌公演 第32回岸田國士戯曲賞候補作 第22回紀伊國屋演劇賞団体賞受賞                                    |
| 1987年7月  | 朝日のような夕日をつれて'87                                                       | 名古屋フレックスホール           | 初の名古屋・札幌公演 第32回岸田國士戯曲賞候補作 第22回紀伊國屋演劇賞団体賞受賞                                    |
| 1987年7月  | 朝日のような夕日をつれて'87                                                       | 近鉄小劇場                       | 初の名古屋・札幌公演 第32回岸田國士戯曲賞候補作 第22回紀伊國屋演劇賞団体賞受賞                                    |
| 1987年7月  | 朝日のような夕日をつれて'87                                                       | 札幌本多劇場                     | 初の名古屋・札幌公演 第32回岸田國士戯曲賞候補作 第22回紀伊國屋演劇賞団体賞受賞                                    |
| 1987年12月 | モダン・ホラー特別編                                                              | 本多劇場                         | [ 38 ] |
| 1988年7月  | 天使は瞳を閉じて                                                                  | 紀伊國屋ホール                   | 第33回岸田國士戯曲賞候補作                                                                                        |
| 1988年7月  | 天使は瞳を閉じて                                                                  | 近鉄小劇場                       | 第33回岸田國士戯曲賞候補作                                                                                        |
| 1989年2月  | 宇宙で眠るための方法について序章                                                  | 紀伊國屋ホール                   | [ 40 ] |
| 1989年2月  | 宇宙で眠るための方法について序章                                                  | 近鉄小劇場                       | [ 40 ] |
| 1989年9月  | ピルグリム                                                                        | スペース・ゼロ                   | [ 41 ] [ 42 ] |
| 1989年9月  | ピルグリム                                                                        | 近鉄アート館                     | [ 41 ] [ 42 ] |
| 1990年8月  | ビー・ヒア・ナウ                                                                  | 近鉄劇場                         | 第35回岸田國士戯曲賞候補作 えんぶチャート’90 作品部門第1位                                                        |
| 1990年8月  | ビー・ヒア・ナウ                                                                  | シアターコクーン                 | 第35回岸田國士戯曲賞候補作 えんぶチャート’90 作品部門第1位                                                        |
| 1991年2月  | 朝日のような夕日をつれて'91                                                       | 紀伊國屋ホール                   | クローズドサーキットを 実験的に1日だけスタジオアルタで実施                                                        |
| 1991年8月  | ハッシャ・バイ                                                                    | 紀伊國屋ホール                   | クローズドサーキットを東京･大阪・福岡・名古屋で実施                                                               |
| 1991年8月  | ハッシャ・バイ                                                                    | 近鉄小劇場                       | クローズドサーキットを東京･大阪・福岡・名古屋で実施                                                               |
| 1991年11月 | 天使は瞳を閉じて インターナショナル・ヴァージョン ～THE ANGELS WITH CLOSED EYES～ | ロンドン MERMAID THEATRE         | 劇団初の海外公演 ゴールデンアロー賞受賞                                                                           |
| 1991年11月 | 天使は瞳を閉じて インターナショナル・ヴァージョン ～THE ANGELS WITH CLOSED EYES～ | エディンバラ ST. BRIDES CENTER   | 劇団初の海外公演 ゴールデンアロー賞受賞                                                                           |
| 1991年11月 | 天使は瞳を閉じて インターナショナル・ヴァージョン ～THE ANGELS WITH CLOSED EYES～ | ベルファスト STRANMILLIS THEATRE | 劇団初の海外公演 ゴールデンアロー賞受賞                                                                           |
| 1991年11月 | 天使は瞳を閉じて インターナショナル・ヴァージョン ～THE ANGELS WITH CLOSED EYES～ | 近鉄小劇場                       | 劇団初の海外公演 ゴールデンアロー賞受賞                                                                           |
| 1991年11月 | 天使は瞳を閉じて インターナショナル・ヴァージョン ～THE ANGELS WITH CLOSED EYES～ | シアターアプル                   | 劇団初の海外公演 ゴールデンアロー賞受賞                                                                           |
| 1994年7月  | スナフキンの手紙                                                                  | アートスフィア                   | 第39回岸田國士戯曲賞受賞作                                                                                        |
| 1994年7月  | スナフキンの手紙                                                                  | 近鉄劇場                         | 第39回岸田國士戯曲賞受賞作                                                                                        |
| 1995年4月  | パレード旅団                                                                      | PARCO劇場                        | [ 55 ] [ 56 ] |
| 1995年4月  | パレード旅団                                                                      | 近鉄小劇場                       | [ 55 ] [ 56 ] |
| 1996年8月  | リレイヤーIII                                                                     | サンシャイン劇場                 | [ 57 ] [ 58 ] |
| 1996年8月  | リレイヤーIII                                                                     | 近鉄劇場                         | [ 57 ] [ 58 ] |
| 1997年1月  | 朝日のような夕日をつれて'97                                                       | 紀伊國屋サザンシアター           | [ 59 ] |
| 1997年1月  | 朝日のような夕日をつれて'97                                                       | 近鉄小劇場                       | [ 59 ] |
| 1997年1月  | 朝日のような夕日をつれて'97                                                       | 道新ホール                       | [ 59 ] |
| 1997年1月  | 朝日のような夕日をつれて'97                                                       | 大野城まどかぴあ                 | 初の福岡公演 |
| 2001年9月  | ファントム・ペイン                                                                | ル テアトル銀座                  | 第三舞台20周年記念&10年間封印公演                                                                                 |
| 2001年9月  | ファントム・ペイン                                                                | 近鉄劇場                         | 第三舞台20周年記念&10年間封印公演                                                                                 |
| 2001年9月  | ファントム・ペイン                                                                | メルパルクホールFUKUOKA          | 第三舞台20周年記念&10年間封印公演                                                                                 |
| 2011年11月 | 深呼吸する惑星                                                                    | 紀伊國屋ホール                   | 第三舞台封印解除&解散公演 大千秋楽の公演のみクローズドサーキットを 全国のワーナー・マイカルとTOHOシネマズで実施。 |
| 2011年11月 | 深呼吸する惑星                                                                    | 森ノ宮ピロティホール             | 第三舞台封印解除&解散公演 大千秋楽の公演のみクローズドサーキットを 全国のワーナー・マイカルとTOHOシネマズで実施。 |
| 2011年11月 | 深呼吸する惑星                                                                    | KAAT神奈川芸術劇場               | 第三舞台封印解除&解散公演 大千秋楽の公演のみクローズドサーキットを 全国のワーナー・マイカルとTOHOシネマズで実施。 |
| 2011年11月 | 深呼吸する惑星                                                                    | サンシャイン劇場                 | 第三舞台封印解除&解散公演 大千秋楽の公演のみクローズドサーキットを 全国のワーナー・マイカルとTOHOシネマズで実施。 |
| 2011年11月 | 深呼吸する惑星                                                                    | キャナルシティ劇場               | 第三舞台封印解除&解散公演 大千秋楽の公演のみクローズドサーキットを 全国のワーナー・マイカルとTOHOシネマズで実施。 |

### 楽曲参加
- ECHOESの7thアルバム『EGGS』（1990年4月8日発売）収録の楽曲「WINGS」（作詞：辻仁成 / 作曲・編曲：ECHOES）に大高洋夫・小須田康人・長野里美・山下裕子・筒井真理子・筧利夫・勝村政信・京晋佑が参加[63]。ECHOESの演奏に、前述劇団員によるユニゾンを中心として構成されたポエトリーリーディングの楽曲（ECHOESの歌唱は一切なし）となっている。